# Basalioma
A basalioma a leggyakoribb rosszindulatú bőrdaganat, csak Magyarországon évente hozzávetőleg 15 000 esetet diagnosztizálnak. Rosszindulatú daganat, amely azonban ritkán ad áttétet, viszont helyileg agresszíven terjedhet, nagy méretűre nőhet, akár a csontokat, porcos szöveteket is elpusztíthatja, és eltávolítás után ismételten kiújulhat.
Leggyakoribb formája a bőrszínű, gyöngyházfényű növedék, de megjelenhet nem gyógyuló seb vagy érdes felületű, lassan növekvő folt formájában is.

## Kialakulása
A basaliomák kialakulásának legfontosabb oka az UV-sugárzás, azaz a napfény, de további kockázati tényező lehet a genetikai hajlam és a legyengült immunrendszer is.
Megelőzhető magas faktorszámú, UVA és UVB ellen egyaránt védelmet nyújtó naptej használatával. A fényvédőt ilyenkor a napra való kimenés előtt érdemes felvinni, mert csak 30 perc elteltével kezd el hatni. 2-3 óránként a naptej alkalmazását meg kell ismételni az optimális fényvédelem biztosítása érdekében.

## Azonosítása és kezelése
A legfontosabb az önvizsgálat, például egy mobil app használatával. Basalioma lehet egy gyógyulni nem akaró seb, a bőrön újonnan észlelt, növekvő képlet.
Basalioma gyanúja esetén bőrgyógyászhoz lehet fordulni. A basalioma kezelése leggyakoribb esetben a bőr érintett részének kimetszése. Ez leggyakrabban egy nagyon kis műtétet jelent, az eltávolítás helye néhány hét múlva nyom nélkül vagy alig látható hegesedéssel gyógyul.